# 赵季康
赵季康（1931年—），原名赵继康，笔名季康，女，浙江嘉善人，中国电影编剧、作家，代表作《五朵金花》。